# فيسنتي سالديفار
فيسنتي سالديفار (بالإسبانية: Vicente Saldivar)‏ مواليد 5 مارس 1943 في مدينة مكسيكو - الوفاة 18 يوليو 1985، كان ملاكم مكسيكي سابق صنّف ضمن فئة الوزن الخفيف. حقق بطولة رابطة الملاكمة العالمية وبطولة المجلس العالمي للملاكمة. سبق أن شارك في دورة الألعاب الأولمبية الصيفية سنة 1960.

## إحصائيات
خاض خلال مسيرته 40 نزالا، فاز في 37 ولم يتعادل وخسر في 3. فاز بالضربة القاضية في 26 نزالا.

## روابط خارجية
- فيسنتي سالديفار على موقع بوكس ريك (الإنجليزية) (registration required)
- فيسنتي سالديفار على موقع أوليمبيديا (الإنجليزية)